# Condado de Dukes
O Condado de Dukes é um dos 14 condados do estado norte-americano de Massachusetts. A sede do condado e maior cidade é Edgartown.
O condado possui uma área de 1.272 quilómetro quadrado, dos quais 1.003 quilômetros estão cobertos por água. Sua população é formada por 14.987 habitantes, e tem uma densidade populacional de 56 hab/km², segundo o censo de 2000).
O condado foi fundado em 1 de novembro de 1683.